# Birabenia vittata
Espèce
Synonymes
- Gnatholycosa vittata Mello-Leitão, 1945
- Melloicosa vittata (Mello-Leitão, 1945)

Birabenia vittata est une espèce d'araignées aranéomorphes de la famille des Lycosidae.

## Distribution
Cette espèce se rencontre en Argentine dans les provinces de Santa Fe, d'Entre Ríos et de Buenos Aires et en Uruguay,.

## Description
Les mâles mesurent de 4,92 à 8,91 mm et les femelles de 7,05 à 12,64 mm.

## Publication originale
- Mello-Leitão, 1945 : Arañas de Misiones, Corrientes y Entre Ríos. Revista del Museo de La Plata (Nueva Serie), Zoología, vol. 4, p. 213-302.